# Mas Tosquer
El Mas Tosquer o Mastosquer és una masia situada al municipi de Balsareny, a la comarca catalana del Bages.